# Mike Rowe
Michael „Mike” Gregory Rowe (ur. 18 marca 1962 w Baltimore) – amerykański prezenter telewizyjny, znany jako gospodarz programu Brudna robota (Dirty Jobs) prezentowanego na kanale Discovery Channel. Narrator kilku programów na kanale Discovery Channel w wersji angielskiej.
Ukończył szkołę Overlea High School, później udał się na The Community College of Baltimore County, następnie studiował na Towson University. Obecnie mieszka w San Francisco.

## Filmografia
- 1995–2000: Dr. Katz, Professional Therapist – Narrator
- 2002: The Most – Narrator
- 2002: Worst Case Scenarios – Gospodarz
- od 2003: Amerykański chopper – Narrator
- 2004: Egypt Week Live – Gospodarz
- 2004–2005: Łowcy duchów (Ghost Hunters) – Narrator
- 2004–2007: American Hot Rod – Narrator
- 2005: Amerykański tata (American Dad!) – Narrator
- od 2005: Brudna robota (Dirty Jobs) – Gospodarz
- od 2005: Najniebezpieczniejszy zawód świata (Deadliest Catch) – Narrator
- 2008: Łowcy duchów: Wydział międzynarodowy (Ghost Hunters International) – Narrator